# Вибю
Вижте пояснителната страница за други значения на Вибю.
Вибю (на шведски: Viby) е град в лен Стокхолм, община Солентюна, Югоизточна Швеция. Той е предградие (град-сателит) на столицата Стокхолм. Намира се на около 20 km на северозапад от централната част на Стокхолм. До южната му част се намира стокхолмското летище Баркарбю. Населението на града е 5815 жители според данни от преброяването през 2011 г.